# Zealandic (Schiff, 1911)
Die Zealandic war ein 1911 in Dienst gestelltes Passagierschiff der britischen White Star Line, das für die Reederei bis 1926 auf der Strecke von Liverpool nach Wellington im Einsatz stand. Anschließend diente es unter verschiedenen Eignern als Mamilius und Mamari. Am 3. Juni 1941 lief die von der britischen Admiralität genutzte Mamari vor Cromer auf Grund und wurde nach dem Beschuss durch ein deutsches Schnellboot aufgegeben.

## Geschichte
Die Zealandic entstand unter der Baunummer 421 in der Werft von Harland & Wolff in Belfast und lief am 29. Juni 1911 vom Stapel. Nach der Übernahme durch die White Star Line am 12. Oktober 1911 nahm das Schiff am 30. Oktober den Dienst von Liverpool nach Wellington auf. Die Zealandic wurde von der White Star Line in Zusammenarbeit mit der Shaw, Savill & Albion Steamship Company betrieben und konnte bis zu 6 Personen Erster Klasse sowie 1000 Personen Dritter Klasse befördern.
Am 2. Juli 1915 wurde das Schiff vom deutschen U-Boot U 39 als Ziel verfolgt, konnte jedoch vor einem möglichen Angriff entkommen. Die Zealandic blieb noch bis 1917 im regulären Liniendienst und wurde anschließend als Truppentransporter genutzt. Am 15. Juni 1919 kehrte sie wieder in den Dienst für die White Star Line zurück.
1923 kam die Zealandic dem vor dem ostaustralischen Cape Howe in Seenot geratenen Segelschiff Garthsnaid zu Hilfe, das in einem Sturm seine Segel und Masten verloren hatte. Die Garthsnaid wurde vom Passagierschiff bis in den Hafen von Melbourne geschleppt. Drei Jahre später ging die Zealandic in den Besitz der Aberdeen & Commonwealth Line über und trug fortan den Namen Mamilius. Ab 1932 wurde das Schiff als Mamari von der Shaw, Savill & Albion Steamship Company für den Liniendienst nach Australien bereedert.
Im September 1939 ging die Mamari in den Besitz der britischen Admiralität über und wurde anschließend stark umgebaut. Unter der Bezeichnung Fleet Tender C erhielt das Schiff die Aufbauten eines Flugzeugträgers und sollte dabei eine verkleinerte Nachbildung der Hermes darstellen. Deutsche Aufklärungsflugzeuge sollten hierdurch verwirrt werden und die fortan in britischen Gewässern ankernde Mamari mit der echten Hermes verwechseln.

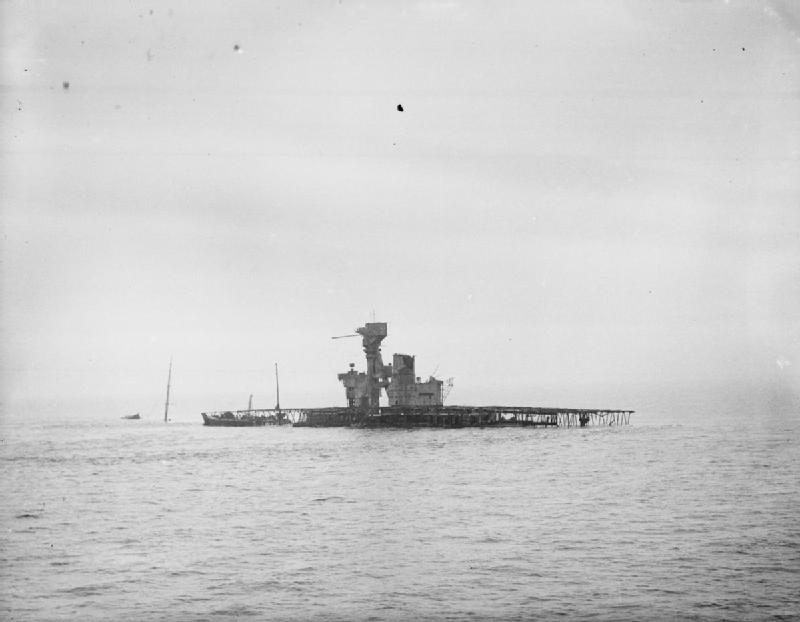
Das Wrack der Mamari, Oktober 1941

Nachdem das Schiff ab 1941 in seiner Funktion obsolet geworden war, sollte es in der Chatham Dockyard in Kent zu einem Frachtschiff umgebaut werden, lief jedoch auf dem Weg dorthin am 4. Juni 1941 vor Cromer in der Grafschaft Norfolk auf Grund, nachdem es von deutschen Flugzeugen angegriffen wurde und anschließend mit dem Wrack des im April 1941 versenkten Tankers Ahamo kollidierte. Ursprünglich sollte die mittlerweile 30 Jahre alte Mamari geborgen und repariert werden, wurde jedoch kurz darauf durch den Torpedoangriff eines deutschen Schnellboots stark beschädigt und als Totalverlust aufgegeben. Die Besatzung des Schiffes konnte unverletzt an Land gebracht werden.